# Hieracium sect. Aestiva
La sezione  Hieracium sect. Aestiva  (Üksip ex Schljakov) Sennikov è una sezione di piante angiosperme dicotiledoni del genere Hieracium della famiglia delle Asteraceae.

## Etimologia
Il nome del genere deriva dalla parola greca hierax o hierakion (= sparviere, falco). Il nome del genere è stato dato inizialmente dal botanico francese Joseph Pitton de Tournefort (1656 - 1708) rifacendosi probabilmente ad alcuni scritti del naturalista romano Gaio Plinio Secondo (23 - 79) nei quali, secondo la tradizione, i rapaci si servivano di questa pianta per irrobustire la loro vista. Il nome della sezione (Aestiva) indica una fioritura, maturazione o sviluppo in estate.
Il nome scientifico della sezione è stato definito dai botanici Alexander Nikolaevitsch Sennikov (nato nel 1972), Roman Nicolaevich Schljakov (1912-1999) e Albert Aleksander Üksip (1886-1966).

## Descrizione
Habitus. La forma biologica prevalente è emicriptofita scaposa (H scap), ossia in generale sono piante erbacee (e aromatiche), a ciclo biologico perenne, con gemme svernanti al livello del suolo e protette dalla lettiera o dalla neve, inoltre spesso hanno l'asse fiorale eretto e privo di foglie (piante scapose), oppure le foglie basali sono assenti alla fioritura (piante afillopode). Le specie di questo gruppo sono piante di tipo afillopode (raramente hypofillopode). Queste piante sono anche provviste di lattice (i vasi latticiferi sono anastomizzati), ma sono prive di stoloni.
Radici. Le radici sono secondarie da rizoma.
Fusto. La parte aerea del fusto è eretta o ascendente, in basso è legnoso, la colorazione è verde-brunastra fino a verde-chiaro. La superficie può essere sia glabra che pelosa. Le piante di questa sezione possono raggiungere un'altezza massima di 40 a 100 cm (raramente raggiungono i 13 dm). La parte sotterranea spesso è un fittone.
Foglie. Le foglie sono prevalentemente cauline (da 20 a 35) disposte in modo alternato e uniforme lungo il caule. La lamina è intera con forme da strettamente ovato-lanceolate fino a lineari lanceolate. I bordi possono essere continui o variamente dentati o seghettati. La superficie può essere glabra o variamente pubescente. Le foglie basali (o inferiori) confluiscono in un picciolo e all'antesi spesso sono necrosate; quelle superiori sono da arrotondate fino a semi-amplessicauli o sessili e progressivamente più ridotte. I piccioli, glabri o pelosi, sono sempre ben visibili.
Infiorescenza. Le sinflorescenze variano da umbellato-panicolate fino a panicolate con 5 - 10 rami e diversi capolini (da 10 a 40 in totale). L'acladio è di 1 – 3 cm. Le infiorescenze vere e proprie (il capolino) sono formate da un peduncolo, sotteso da 2 - 3 brattee fogliacee, che sorregge un involucro composto da diverse brattee (o squame) disposte su 2 serie in modo embricato, all'interno delle quali un ricettacolo fa da base ai fiori tutti ligulati. L'involucro ha delle forme da semi-ellissoidi a emisferiche. Le brattee dell'involucro sono disposte irregolarmente appressate su due file (non embricate), con apici da subottusi fino ad acuti. Il ricettacolo è nudo, ossia senza pagliette a protezione della base dei fiori, e alveolato (il margine degli alveoli è brevemente cigliato-dentato). Gli involucri, la cui pubescenza è formata da peli ghiandolari da sparsi fino a densi (i semplici e stellati sono quasi assenti), sono sempre ben visibili. Dimensione dell'involucro: 10 – 12 mm.
Fiori. I fiori (da 6 a 150) sono tutti del tipo ligulato, tetra-ciclici (ossia sono presenti 4 verticilli: calice – corolla – androceo – gineceo) e pentameri (ogni verticillo ha 5 elementi). I fiori sono inoltre ermafroditi e zigomorfi. In alcuni casi i fiori femminili sono "stilosi".
- Formula fiorale:

*/x K {\displaystyle \infty }, [C (5), A (5)], G 2 (infero), achenio
- Calice: i sepali del calice sono ridotti ad una coroncina di squame.
- Corolla: le corolle sono formate da un tubo e da una ligula terminante con 5 denti; il colore è giallo scuro. Le ligule sono lunghe oltre l'involucro e spesso sono glabre.
- Androceo: gli stami sono 5 con filamenti liberi, mentre le antere sono saldate in un manicotto (o tubo) circondante lo stilo.[15] Le antere alla base sono acute. Il polline è tricolporato.[16]
- Gineceo: lo stilo è giallo (o più o meno scuro), è filiforme e peloso sul lato inferiore; gli stigmi dello stilo sono due divergenti. L'ovario è infero uniloculare formato da 2 carpelli. La superficie stigmatica è posizionata internamente (vicino alla base).[17]

Frutti. I frutti sono degli acheni con pappo. Gli acheni, colorati di castagno chiaro, hanno una forma colonnare-obconica (o più o meno cilindrica) e sono ristretti alla base (e ingrossati all'apice), mentre la superficie (liscia o appena rugosa) è provvista di 8 - 10 coste che nella parte apicale confluiscono in un orlo anulare. Il pappo è formato 20 a 80 setole biancastre (o giallastre) semplici disposte su due serie (quelle interne sono più lunghe e più rigide, quelle esterne sono fragili). Dimensione degli acheni: 2,8 - 3,2 mm.

## Biologia
Antesi: la fioritura in genere è avanzata fino all'autunno.

Impollinazione: l'impollinazione avviene tramite insetti (impollinazione entomogama tramite farfalle diurne e notturne).

Riproduzione: la fecondazione avviene fondamentalmente tramite l'impollinazione dei fiori (vedi sopra).

Dispersione: i semi (gli acheni) cadendo a terra sono successivamente dispersi soprattutto da insetti tipo formiche (disseminazione mirmecoria). In questo tipo di piante avviene anche un altro tipo di dispersione: zoocoria. Infatti gli uncini delle brattee dell'involucro (se presenti) si agganciano ai peli degli animali di passaggio disperdendo così anche su lunghe distanze i semi della pianta.

## Distribuzione e habitat
Le specie di questa sezione si trovano molto raramente nelle Alpi in ambienti tipo peccete, lariceti o boschi montani.

## Tassonomia
La famiglia di appartenenza di questa voce (Asteraceae o Compositae, nomen conservandum) probabilmente originaria del Sud America, è la più numerosa del mondo vegetale, comprende oltre 23.000 specie distribuite su 1.535 generi, oppure 22.750 specie e 1.530 generi secondo altre fonti (una delle checklist più aggiornata elenca fino a 1.679 generi). La famiglia attualmente (2021) è divisa in 16 sottofamiglie.

### Filogenesi
Il genere di questa voce appartiene alla sottotribù Hieraciinae della tribù Cichorieae (unica tribù della sottofamiglia Cichorioideae). In base ai dati filogenetici la sottofamiglia Cichorioideae è il terz'ultimo gruppo che si è separato dal nucleo delle Asteraceae (gli ultimi due sono Corymbioideae e Asteroideae). La sottotribù Hieraciinae fa parte del "quinto" clade della tribù; in questo clade è posizionata alla base ed è "sorella" al resto del gruppo comprendente, tra le altre, le sottotribù Microseridinae e Cichoriinae. Il genere  Hieracium (insieme al genere Pilosella) costituisce il nucleo principale della sottotribù Hieraciinae e formano (insieme ad altri generi minori) un "gruppo fratello" posizionato nel "core" delle Hieraciinae.
Il genere Hieracium è un genere estremamente polimorfo con maggioranza di specie apomittiche. Di questo genere sono descritte circa 1000 specie sessuali e oltre 3000 specie apomittiche, delle quali circa 250 e più sono presenti nella flora spontanea italiana.
I caratteri distintivi per il genere Hieracium sono:
- le piante non sono tutte vischiose;
- i fusti e le foglie hanno peli semplici o ghiandolari;
- i capolini sono numerosi;
- il colore dei fiori in genere è giallo carico;
- i rami dello stilo sono lunghi;
- le coste dell'achenio confluiscono in un anello;
- il pappo è formato da due serie di setole.

Le specie di questo genere, provviste di molte sottospecie, formano degli aggregati o sezioni con diverse specie incluse, altre sono considerati "intermediare" (o impropriamente ibridi in quanto queste specie essendo apomittiche non si incrociano e quindi non danno prole feconda) con altre specie. A causa di ciò si pongono dei problemi di sistematica quasi insolubili e per avere uno sguardo d'insieme su questa grande variabilità può essere necessario assumere un diverso concetto di specie. Qui in particolare viene seguita la suddivisione in sezioni del materiale botanico così come sono elencate nell'ultima versione della "Flora d'Italia".
La sezione XXXIX  Aestiva, insieme alle sezioni Subsabauda e Symphytacea, rappresenta un gruppo di forme di passaggio tra i Prenanthoidea e altri Hieracium afillopodi. I caratteri distintivi per le specie di questa sezione sono:
- le specie di questo gruppo sono piante di tipo afillopode (raramente hypofillopode);
- le foglie basali (o inferiori) confluiscono in un picciolo; quelle superiori sono da arrotondate fino a semi-amplessicauli o sessili;
- le foglie cauline sono numerose (da 7 a 25); quelle inferiori all'antesi spesso sono necrosate;
- i piccioli e gli involucri, glabri o pelosi, sono sempre ben visibili;
- le sinflorescenze variano da umbellato-panicolate fino a panicolate;
- le brattee dell'involucro sono disposte irregolarmente appressate su due file (non embricate), con apici da subottusi fino ad acuti;
- la pubescenza sull'involucro è formata da peli ghiandolari da sparsi fino a densi (i semplici e stellati sono quasi assenti);
- gli acheni hanno delle dimensioni tra 3 e 4,5 mm e una colorazione da paglierina a castana;
- la fioritura è avanzata fino all'autunno.

Il numero cromosomico delle specie della sezione è: 2n = 27 e 36 (specie diploidi, triploidi, tetraploidi e pentaploidi).

### Specie della flora italiana
Nella flora spontanea italiana, per la sezione di questa voce, sono presenti le seguenti specie (principali e secondarie o derivate):
Specie principale. Hieracium crocatum  Fr., 1848 - Sparviere croceo: l'altezza massima della pianta è di 50 – 100 cm (massimo 130 cm); il ciclo biologico è perenne; la forma biologica è emicriptofita scaposa (H scap); il tipo corologico è Eurasiatico; l'habitat tipico sono le peccete, i lariceti e i cespuglieti; in Italia è una specie molto rara e si trova sulle Alpi fino ad una quota compresa tra 1.200 e 1.700 m s.l.m.. Per questa specie sono riconosciute 5 sottospecie (in Italia è presente solamente la sottospecie conicum (Arv.-Touv.) Murr et Zahn).
Caratteri principali: i caratteri sono intermedi tra la specie H. umbellatum e la specie H. prenanthoides; le foglie cauline lungo il caule sono da 20 a 35; la lamina delle foglie varia da ovato-lanceolata o lanceolata fino a lineare-lanceolata; i margini fogliari sono indistintamente revoluti; il contorno delle foglie è intero o brevemente dentato (raramente è lungamente seghettato-dentato); le sinflorescenze sono di tipo umbellato-panicolato.
Specie principale. Hieracium inuloides  Tausch, 1873 - Sparviere con foglie di enula: l'altezza massima della pianta è di 40 – 80 cm (massimo 100 cm); il ciclo biologico è perenne; la forma biologica è emicriptofita scaposa (H scap); il tipo corologico è Europeo - Caucasico; l'habitat tipico sono le peccete, i lariceti e i cespuglieti; in Italia è una specie molto rara e si trova sulle Alpi fino ad una quota compresa tra 1.200 e 1.700 m s.l.m.. Per questa specie sono riconosciute 10 sottospecie (7 sono presenti in Italia).
Caratteri principali: i caratteri sono intermedi tra la specie H. laevigatum e la specie H. prenanthoides; le foglie cauline lungo il caule sono da 15 a 25; la lamina delle foglie varia da ovato-lanceolata fino a lanceolata; i margini fogliari non sono revoluti; il contorno delle foglie è denticolato fino a grossolanamente dentato; le sinflorescenze sono di tipo lassamente-panicolato.
Specie secondarie collegate a Hieracium inuloides:
| Specie                                  | Caratteri                                         | Habitat | Distribuzione italiana        | Sottospecie |
| --------------------------------------- | ------------------------------------------------- | ------- | ----------------------------- | ----------- |
| Hieracium tonalense Gottschl., 2000[25] | Tra la specie H. crocatum e la specie H. umbrosum | Peccete | Passo del Tonale - Molto rara |             |